# شهرستان بولدر (کلرادو)
شهرستان بولدر، کُلُرادو (به انگلیسی: Boulder County, Colorado) یک سکونتگاه مسکونی در ایالات متحدهٔ آمریکا است که در ایالت کلرادو واقع شده‌است.

## خصوصیات
شهرستان بولدر ۱٬۹۱۶٫۶ کیلومترمربع مساحت دارد.